# منى سليمان
منى سليمان كاتبة وشاعرة مصرية.

## أعمالها
- (2010) خرزة زرقا
- (2010) نملة في إزازة برطمان.

## روابط خارجية
- https://twitter.com/monasoliman2